# Girolamo Sernigi
Girolamo Sernigi (Florença, ca. 1453 - Lisboa, depois de 1527), ou em português Jerónimo Cernige, foi um mercador florentino, radicado em Lisboa. Foi patrocinador e investidor das Armadas da Índia portuguesas, tendo armado naus e caravelas para negociar as especiarias provindas do Oriente. As suas cartas sobre a viagem de Vasco da Gama para Veneza, são ainda hoje uma das mais importantes fontes de compreensão e estudo das Armadas das Índias e sobre o contexto económico de Lisboa no início do século XVI.

## Biografia
Girolamo Sernigi nasceu em Florença, aproximadamente pelo ano de 1453. Filho de Cipriano di Chimenti, um membro da associação de comerciante de tecidos de Florença, e que mantinha uma posição de respeito na sociedade florentina. Era irmão de Nicolau Sernigi, também ele negociante na Índia, e de Clemente Sernigi, seu correspondente comercial em Florença. Do lado da mãe, era primo em primeiro grau de Andrea Strozzi.
Com a expansão comercial e económica de Portugal no final do século XV, antes de 1477 (visto que entra diretamente em negócios com o Rei D. Afonso V),  Girolamo vem para Portugal, para pessoalmente financiar e incentivar ao comércio marítimo português.
Juntamente com Bartolomeu Marchionni, era dos mercadores mais proeminentes da sociedade lisboeta do final do século XV e início do século XVI. Nos anos 80 e 90 do século XV, eram importantes negociadores do açúcar da Madeira e os únicos que, após o decreto régio da proibição do comércio de açúcar a estrangeiros, o puderam continuar a comercializar, não sendo naturais portugueses.
Girolamo foi ainda co-proprietário de um dos navios da frota de Pedro Álvares Cabral. Aquando a preparação desta, Girolamo Sernigi juntamente com D.Álvaro de Bragança e Bartolomeu Marchionni, pagaram a armação de uma das naus da armada, a Nossa Senhora da Anunciada. Em 1503, financia de novo as expedições portuguesas e durante esta altura vai à Índia pela primeira vez, e visita o Ceilão.
Além das cartas relatando a viagem de Vasco da Gama, escreveu outras sobre o comércio entre Portugal e a Índia. Alguns deles serão encontrados no Diari de Marino Sanuto.
No ano de 1510, aquando a armação das naus para a viagem à Índia, Jerónimo comanda pessoalmente uma das naus da Armada de Diogo Mendes de Vasconcelos. O destino desta armada, após a carena na Índia, era Malaca.
Assim que chega juntamente com a Armada à costa de Malabar, o Vice-Rei Afonso de Albuquerque requisita todas as naus para o ajudarem na captura de Goa.
Depois da conquista de Goa, Diogo Mendes de Vasconcelos tentou retomar a sua viagem com destino a Malaca, mas foram impedidos por Afonso de Albuquerque. Sernigi, tenta então, sair da barra de Goa sozinho rumando a Malaca. Devido a isto foi preso e sentenciado a ser exilado para a ilha de São Tomé. No entanto, foi perdoado e regressou a Portugal, desconhecendo-se se chegou a cumprir algum do tempo de exílio.
Nesse mesmo ano, a regressar a Lisboa, Jerónimo é naturalizado português pelo rei D. Manuel e, em 1515, feito cavaleiro da Casa Real. Casa-se em Portugal e o seu filho, João Baptista Sernigi, torna-se cónego, protonotário e arcipreste da Sé de Lisboa.
A 24 de fevereiro de 1527, foi testemunha de casamento de Helena Corbinelli, no mosteiro de Odivelas,  tal como Aníbal Sernigi, Francisco Sernigi e Giovanni Morelli.